# 漠河古蓮空港
漠河古蓮空港（ばくがこれん-くうこう）は中華人民共和国黒竜江省大興安嶺地区漠河市に所在する民間空港。単に漠河空港と表記されることもある。

## 概要
2006年6月21日に着工。総額で2億3600万元（約35億4000万円）を費やし、2008年6月18日、中国国内134番目の空港として開港、中国南方航空による「北京 - 漠河」線（ハルビン経由）が就航した。
年間利用者数は、開港時点で12万人を見込んでいた。
中国国内で最も北に位置する空港として知られ、当空港からは中国最北端の北極村に向けて、コンクリート舗装による全長81.765kmの漠北高速道路が伸びている。

## 就航路線
| 航空会社           | 就航地                     |
| ------------------ | -------------------------- |
| 中国南方航空（CZ） | 北京/首都、ハルビン        |
| 奥凱航空（BK）     | ハルビン、ジャグダチ、黒河 |
| 天津航空（GS）     | 天津                       |
| 中国東方航空（MU） | 上海/虹橋                  |

※2016年11月30日現在